# Macromitrium gymnostomum
Macromitrium gymnostomum là một loài Rêu trong họ Orthotrichaceae. Loài này được Sull. & Lesq. mô tả khoa học đầu tiên năm 1859.